# Astragalus neo-podlechii
Astragalus neo-podlechii är en ärtväxtart som beskrevs av Maassoumi. Astragalus neo-podlechii ingår i släktet vedlar, och familjen ärtväxter. Inga underarter finns listade i Catalogue of Life.